# 伍德拜恩 (伊利諾伊州)
伍德拜恩（英語：Woodbine）是位於美國伊利諾伊州喬戴維斯縣的一個非建制地區。該地的面積和人口皆未知。

## 地理
伍德拜恩的座標為42°20′43″N 90°08′43″W / 42.34528°N 90.14528°W，而該地的平均海拔高度為257米（即843英尺）。